# Lịch Iran
Lịch Iran (Tiếng Ba Tư:گاه‌شماری ایرانی Gâhshomâriye Irâni) là một chuỗi các lịch được phát minh hay sử dụng trong hơn hai thiên niên kỉ tại Iran (Ba Tư). Một trong các lịch dài nhất trong lịch sử nhân loại, lịch Iran đã được sửa đổi nhiều lần cho phù hợp với hành chính, khí hậu và mục đích tôn giáo.
Lịch Iran hiện là lịch chính thức của Iran. Nó bắt đầu vào nửa đêm gần nhất đến thời điểm xuân phân được xác định bằng cách tính toán thiên văn cho giờ Iran chuẩn kinh tuyến (52,5 ° E hoặc GMT + 3.5h). Đây là một lịch dựa trên quan sát, không giống như lịch Gregorian, dựa trên quy luật.
Năm Iran thường được bắt đầu vào ngày 21 tháng 3 của lịch Gregorian. Các năm tương ứng với lịch Gregorian, có thể thêm 621 hoặc 622 (tùy thuộc vào thời gian của năm).

## Lịch sử

### Lịch sử cổ đại
Sự xuất hiện sớm nhất của lịch Iran là từ thiên niên kỉ thứ 2 Trước Công nguyên, trước sự xuất hiện của các vị tiên tri Iran Zoroaster, người đầu tiên bảo hoàn lịch là Achaemenids. Trong lịch sử ghi lại, người Ba Tư đã rất quan tâm về tầm quan trọng của lịch. Họ nằm trong số nền văn hóa đầu tiên sử dụng lịch mặt trời và từ lâu đã tìm cách tiếp cận một năng lượng mặt trời trên mặt trăng và âm dương. Mặt trời luôn luôn là một biểu tượng trong văn hóa của Iran và là liên quan chặt chẽ với văn hóa dân gian về Cyrus Đại đế.

### Lịch Ba Tư cổ
Những bia khắc Ba Tư cổ đã chỉ ra rằng Iran sử dụng một lịch 360 ngày dựa trên quan sát mặt trời trực tiếp và sửa đổi dựa vào suy đoán của họ. Các ngày không được đặt tên. Những tháng có 2 hoặc 3 phần phụ thuộc vào giai đoạn của mặt trăng. Mười hai tháng là 30 ngày kể từ ngày được đặt tên theo các lễ hội hay các hoạt động mục vụ. Một tháng 13 đã được bổ sung mỗi sáu năm để giữ cho lịch đồng bộ với các mùa.
Các tên các tháng và các phiên bản cổ được đưa ra trong bảng dưới đây.
| Tháng | Tương ứng với tháng Julian | Tiếng Ba Tư | Tiếng Elamite | Ý nghĩa                                  | Tương ứng với tháng Babylon |
| ----- | -------------------------- | ----------- | ------------- | ---------------------------------------- | --------------------------- |
| 1     | Tháng 3 - Tháng 4          | Ādukanaiša  | Hadukannaš    | Không chắc chắn                          | Nīsannu                     |
| 2     | Tháng 4 - Tháng 5          | Θūravāhara  | Turmar        | Tháng mùa xuân                           | Ayyāru                      |
| 3     | Tháng 5 - Tháng 6          | Θāigraciš   | Sākurriziš    | Tháng thu hoạch tỏi                      | Sīmannu                     |
| 4     | Tháng 6 - Tháng 7          | Garmapada   | Karmabataš    | Trạm nhiệt                               | Du'ūzu                      |
| 5     | Tháng 7 - Tháng 8          | _           | Turnabaziš    | _                                        | Ābu                         |
| 6     | Tháng 8 - Tháng 9          | _           | Karbašiyaš    | _                                        | Ulūlū                       |
| 7     | Tháng 9 - Tháng 10         | Bāgayādiš   | Bakeyatiš     | Tháng của sự tôn thờ Baga (chúa, Mithra) | Tašrītu                     |
| 8     | Tháng 10 - Tháng 11        | *Vrkazana   | Markašanaš    | Tháng giết sói                           | Arahsamna                   |
| 9     | Tháng 11 - Tháng 12        | Āçiyādiya   | Hašiyatiš     | Tháng của sự tôn thờ lửa                 | Kisilīmu                    |
| 10    | Tháng 12 - Tháng 1         | Anāmaka     | Hanamakaš     | Tháng của thần không tên                 | Tebētu                      |
| 11    | Tháng 1 - Tháng 2          | *Θwayauvā   | Samiyamaš     | Một trong những sự khủng khiếp           | Šabāţu                      |
| 12    | Tháng 2 - Tháng 3          | Viyax(a)na  | Miyakannaš    | Đào lên                                  | Addāru                      |

Có bốn lễ hội nông nghiệp trong năm
| Lễ hội           | Thời gian |
| ---------------- | --------- |
| hamaspathmaidyem | 75 ngày   |
| maidyoshahem     | 105 ngày  |
| ayathrem         | 106 ngày  |
| maidyarem        | 75 ngày   |

Sau này có 2 lễ hội được bổ sung vào
| Lễ hội                      | Thời gian |
| --------------------------- | --------- |
| hamaspathmaidyem (cuối hưu) | 75 ngày   |
| maidyozarem (mùa xuân)      | 45 ngày   |
| maidyoshahem (giữa mùa hè)  | 60 ngày   |
| paitishahem (thu hoạch)     | 75 ngày   |
| ayathrem (cuối mùa hè)      | 30 ngày   |
| maidyarem                   | 75 ngày   |

### Lịch Zoroastrian
Các lịch đầu tiên dựa trên Zoroastrian vũ trụ xuất hiện trong giai đoạn Achaemenid sau (650-330 TCN). Họ phát triển qua nhiều thế kỷ, nhưng tên các tháng thay đổi chút ít cho đến bây giờ.
Việc thống nhất Nhà Achaemenes cần một lịch đặc biệt của Iran, và một được đưa ra ở Ai Cập truyền thống, với 12 tháng 30 ngày, từng dành riêng cho một yazata (Eyzad), và bốn bộ phận tương tự như tuần Semitic. Bốn ngày mỗi tháng được dành riêng cho Ahura Mazda và bảy bị tên sau sáu Amesha Spentas. Mười ba ngày được đặt tên theo lửa, nước, mặt trời, mặt trăng, Tiri và Geush urvan (linh hồn của tất cả các loài động vật), Mithra, Sraosha (Soroush, yazata cầu nguyện), Rashnu (Thẩm phán), Fravashi, Bahram (yazata của chiến thắng), Raman (Ramesh nghĩa hòa bình), và Vata, thiên tính của gió. Ba đã được dành riêng cho các vị thần nữ, Daena (yazata tôn giáo và nhân cách có ý thức), Ashi (yazata của tài sản) và Arshtat (công lý). Bốn bài còn lại được dành cho Asman (chúa tể của bầu trời hay Heaven), Zam (đất), Manthra Spenta (các rộng rải Sacred Word) và Anaghra Raocha (các 'Endless Light' của thiên đường).
Các tên các tháng và các phiên bản hiện đại của họ được đưa ra trong bảng dưới đây.
| Tháng | Avestan tên của Yazata | Ý nghĩa gần đúng                                       | Pahlavi Trung Ba Tư | Tiếng Ba Tư hiện đại | Tiếng Ba Tư hiện đại | Tiếng Ba Tư hiện đại |
| Tháng | Romanized              | Anh                                                    | Romanized           | Native Script        | Romanized            |                      |
| 1     | Fravašinąm             | (The Guardian tinh thần, linh hồn của người công bình) | Frawardīn           | فروردین              | Farvardīn            |                      |
| 2     | Ašahe Vahištahe        | "Chân lý tốt nhất" / "Sự công chính xuất sắc nhất"     | Ardwahišt           | اردیبهشت             | Ordībehešt           |                      |
| 3     | Haurvatātō             | "Sự trọn vẹn" / "Perfection"                           | Khordād             | خرداد                | Khordād              |                      |
| 4     | Tištryehe              | "Sirius"                                               | Tir                 | تیر                  | Tir                  |                      |
| 5     | Amərətātō              | "Bất tử"                                               | Amurdād             | مرداد                | Mordād               |                      |
| 6     | Xšaθrahe Vairyehe      | "Dominion mong muốn"                                   | Shahrewar           | شهریور               | Shahrīvar            |                      |
| 7     | Miθrahe                | "Khế ước"                                              | Mihr                | مهر                  | Mehr                 |                      |
| số 8  | APAM                   | "Waters"                                               | Một lệnh cấm        | آبان                 | Một lệnh cấm         |                      |
| 9     | Āθrō                   | "Lửa"                                                  | Ādur                | آذر                  | Azar                 |                      |
| 10    | Daθušō                 | "The Creator" (tức là Ahura Mazda)                     | ngày                | دی                   | Dey                  |                      |
| 11    | Vaŋhə̄uš Manaŋhō        | "Tốt Mind"                                             | Wahman              | بهمن                 | Bahman               |                      |
| 12    | Spəntayā̊ Ārmatōiš      | "Sùng Kính Thánh"                                      | Spandarmad          | اسفند                | Esfand               |                      |

Lịch đã có một tác động đáng kể đến sự tu tập. Nó cố định trong đền thờ các vị thần lớn, và cũng đảm bảo rằng tên của họ đã thốt ra thường xuyên, kể từ khi hành động ở mọi Zoroastrian thờ phượng các yazatas của cả ngày và tháng được gọi. Nó cũng làm rõ các mô hình của lễ hội; ví dụ, Mitrakanna hoặc Mehregan được tổ chức vào ngày Mithra, và các lễ hội Tiri (Tiragan) đã được tổ chức vào tháng Tiri.
Năm 538 trước Công nguyên Cyrus Đại đế (người không phải là một Zoroastrian) chinh phục Babylon và lịch Luni-năng lượng mặt trời Babylon đưa vào sử dụng cho các mục đích dân sự. Cambyses chinh phục Ai Cập trong 525 trước Công nguyên. Ông đi cùng với Darius, một Zoroastrian người đã trở thành người cai trị của đế quốc Ba Tư năm 517 trước Công nguyên. Các Zoroastrians thông qua lang thang dương lịch Ai Cập của mười hai tháng ba mươi ngày cộng với năm ngày epagomenal. Như năm của họ bắt đầu vào mùa xuân (với lễ hội Tết Ba ) các epagemonai được đặt ngay trước Tết Ba.
Tại Ai Cập ngôi sao Sirius có ý nghĩa vì mỗi 1460 năm (chu kỳ Sothic) mọc cùng mặt trời (ngay trước khi mặt trời mọc) đánh dấu năm mới của Ai Cập và ngập lụt của sông Nile. Ở Ba Tư cũng là ngôi sao có ý nghĩa, vì gần mặt trời của nó cũng tăng lên có trùng hợp với sự xuất hiện của cơn mưa. Tháng Ba Tư thứ tư làTishtrya (Sirius, ngôi sao mưa). Các xuân phân ở Greenwich rơi vào ngày đầu tiên của tháng đầu 487-483 trước Công nguyên. Thông qua ngày 28 tháng ba 487 BC SH Taqizadeh cho cải cách lịch cho năm đó là như sau:
| tháng Ai Cập | Ngày đầu tiên           | tháng Ba Tư | Ngày đầu tiên  |
| ------------ | ----------------------- | ----------- | -------------- |
| 4            | ngày 23 tháng 3         | 1           | 23 * -28 tháng |
| 5            | 22 tháng 4              | 2           | 27 Tháng 4     |
| 6            | Tháng năm 22            | 3           | 27 tháng 5     |
| 7            | 21 tháng 6              | 4           | 26 tháng 6     |
| số 8         | 21 Tháng Bảy            | 5           | 26 Tháng Bảy   |
| 9            | 20 tháng 8              | 6           | 25 tháng 8     |
| 10           | ngày 19 tháng 9         | 7           | 24 tháng 9     |
| 11           | 19 tháng 10             | số 8        | 24 Tháng 10    |
| 12           | 18 tháng 11             | 9           | 23 tháng 11    |
| 1            | 18 * -23 tháng mười hai | 10          | 23 tháng 12    |
| 2            | 22 tháng 1              | 11          | 22 tháng 1     |
| 3            | 21 tháng 2              | 12          | 21 tháng 2     |

Tháng thứ tư bao gồm 20 tháng bảy, ngày của mọc cùng mặt trời của Sirius. Trong năm đầu tiên người dân thực về việc sử dụng lịch cũ, dự đoán ngày lễ hội năm ngày. Khi mỗi ngày được đặt theo tên một vị thần, điều quan trọng là quan sát lễ kỷ niệm. Do đó, lễ hội fravasis, mà trong lịch cũ được giữ giữa hoàng hôn trên 30 Spandarmad và mặt trời mọc trên 1 Frawardin, bây giờ đã được quan sát trong suốt epagemonai . Trong năm thứ hai của cuộc cải cách, người già 30 Spandarmad là mới 25 Spandarmad, vì vậy từ đó về sau lễ hội bao phủ mười một ngày, cho đến mới 1 Frawardin. Năm ngày được coi là đủ cho các lễ hội khác.
Trong tất cả các vùng đất nơi lịch Ba Tư đã được sử dụng các epagemonai được đặt vào cuối năm nay. Để bù đắp phần chênh lệch giữa năm nông nghiệp và năm dương lịch (mùa thuế thu thập bắt đầu sau khi thu hoạch) bắt đầu araji (đất-thuế) năm đã bị trì hoãn bởi một tháng mỗi 120 năm. Một sử gia La Mã, Quintus Curtius Rufus, mô tả một buổi lễ ở 333 trước Công nguyên, đã viết: "Các pháp sư được theo sau bởi ba trăm sáu mươi lăm thanh niên mặc áo choàng tím, có số lượng tương đương với những ngày trong cả năm; đối với người Ba Tư cũng chia năm thành số ngày đó."
Sau khi các cuộc chinh phục của Alexander của Macedonia và cái chết của ông, các lãnh thổ Ba Tư rơi vào một trong những tướng lĩnh của ông, Seleukos (312 TCN), bắt đầu từ Seleucid triều đại của Iran. Dựa trên truyền thống Hy Lạp, Seleucid giới thiệu môn tập hẹn hò của thời đại chứ không phải bởi các triều đại của vua cá nhân. Thời đại của họ được biết đến như là của Alexander, hoặc sau những thời Seleucid. Kể từ khi nhà cầm quyền mới không Zoroastrians, linh mục Zoroastrian mất chức năng của họ tại tòa án hoàng gia, và do đó đã bực bội Seleucid. Mặc dù họ bắt đầu hẹn hò của thời đại, họ đã thiết lập kỷ nguyên của riêng mình của Zoroaster.
Đó là nỗ lực nghiêm trọng đầu tiên để xác định ngày kết hợp với cuộc sống tiên tri Zoroaster của. Các linh mục không có nguồn lịch sử Zoroastrian, và do đó đã chuyển sang lưu trữ Babylon nổi tiếng trong thế giới cổ đại. Từ những họ biết được rằng một sự kiện lớn trong lịch sử Ba Tư đã diễn ra 228 năm trước kỷ nguyên của Alexander. Trong thực tế, đây là những cuộc chinh phục của Babylon Cyrus Đại Đế năm 539 TCN. Nhưng các linh mục hiểu sai ngày này là thời gian các "đức tin thật" đã được tiết lộ cho tiên tri của họ, và vì Avestan văn học chỉ ra sự mặc khải đó đã xảy ra khi Zoroaster đã 30 tuổi, 568 TCN đã được thực hiện như năm sinh của ông. Ngày vào biên bản là sự khởi đầu của kỷ nguyên của Zoroaster, và quả thật, đế quốc Ba Tư. Sai ngày này vẫn còn được đề cập trong nhiều bách khoa toàn thư hiện nay là ngày sinh Zoroaster.
Các Parthia (triều đại Arsacid) thông qua hệ thống lịch cùng với những thay đổi nhỏ, và ngày kỷ nguyên của họ từ 248 TCN, ngày họ đã thành công Seleucid. Tên của họ cho những tháng ngày và là tương đương Parthia của những Avestan sử dụng trước đó, khác nhau một chút từ Ba Tư Trung tên được sử dụng bởi người Sassan. Ví dụ, trong Achaemenid lần hiện đại tháng Ba Tư 'Ngày' được gọi là Dadvah (tạo), trong Parthia nó là Datush và Sassanians đặt tên nó Dadv / Đại (Dadar ở Pahlavi).
Khi vào tháng Tư AD 224 triều đại Parthia giảm và được thay thế bởi Sasanid, nhà vua mới, Ardashir I, bãi bỏ các lịch Babylon chính thức và thay thế nó bằng Zoroastrian. Điều này liên quan đến một sự điều chỉnh về nơi các gahanbar , vốn đã giảm trở lại trong mùa giải kể từ khi họ được cố định. Chúng được đặt tám tháng sau đó, như là epagemonai , các 'Kệ' hoặc 'Gah' ngày sau khi bài thánh ca Zoroastrian cổ cùng tên. Các quốc gia khác, chẳng hạn như người Armenia và Choresmians, không chấp nhận thay đổi. Những ngày mới là:
| Không. | Tên              | Achaemenid               | Choresmian | Sasanian                  | Thời gian kể từ trước |
| ------ | ---------------- | ------------------------ | ---------- | ------------------------- | --------------------- |
| 1      | maidyozarem      | (11) 15 ii (Ardawahisht) | 15 v       | (11) 15 x (ngày)          | 45 ngày               |
| 2      | maidyoshahem     | (11) 15 iv (Tir)         | 15 vii     | (11) 15 xii (Spandarmad)  | 60 ngày               |
| 3      | paitishahem      | (26-) 30 vi (Shahrivar)  | 30 ix      | (26-) 30 ii (Ardawahisht) | 75 ngày               |
| 4      | ayathrem         | (26-) 30 vii (Mihr)      | 30 x       | (26-) 30 iii (Khordad)    | 30 ngày               |
| 5      | maidyarem        | (11) 15 x (ngày)         | 10 i       | (11) 15 vi (Shahrewar)    | 75 ngày               |
| 6      | hamaspathmaidyem | (1-) 5 Epagomene         | 30 iii     | (1-) 5 Epagomene          | 80 ngày               |

Trong AD 224 là xuân phân ở Greenwich rơi vào trưa ngày 21 tháng 3, mà là 22 Shahrewar. Ngay lập tức sau khi cải cách 21 Tháng 3 tương ứng với 27 Shahrewar. Dưới đây là lịch cho AD 225-6:
| Armenia tháng | Ngày đầu tiên               | Ai Cập tháng | Ngày đầu tiên      | Persian tháng | Ngày đầu tiên    |
| ------------- | --------------------------- | ------------ | ------------------ | ------------- | ---------------- |
| 1             | 26 * Tháng Chín-01 tháng 10 | 4            | 26 Tháng Chín      | 1             | 26 Tháng Chín    |
| 2             | 31 tháng 10                 | 5            | 26 tháng 10        | 2             | 26 tháng 10      |
| 3             | ngày 30 tháng 11            | 6            | 25 tháng 11        | 3             | 25 tháng 11      |
| 4             | 30 tháng 12                 | 7            | ngày 25 tháng 12   | 4             | ngày 25 tháng 12 |
| 5             | 29 tháng 1                  | số 8         | 24 tháng 1         | 5             | 24 tháng 1       |
| 6             | ngày 28 tháng 2             | 9            | 23 Tháng 2         | 6             | 23 Tháng 2       |
| 7             | ngày 30 tháng 3             | 10           | ngày 25 tháng 3    | 7             | ngày 25 tháng 3  |
| số 8          | 29 tháng 4                  | 11           | 24 tháng 4         | số 8          | 24 tháng 4       |
| 9             | 29 tháng năm                | 12           | 24 tháng 5         | 9             | 24 * -29 tháng   |
| 10            | 28 tháng 6                  | 1            | 23 * -28 tháng sáu | 10            | 28 tháng 6       |
| 11            | 28 tháng 7                  | 2            | 28 tháng 7         | 11            | 28 tháng 7       |
| 12            | 27 tháng 8                  | 3            | 27 tháng 8         | 12            | 27 tháng 8       |

Sự thay đổi gây ra sự nhầm lẫn và đã vô cùng ưa chuộng. Các mới epagemonai được gọi là "ngày cướp". Những người quan sát được "Đại" Tết Ba ngày 6 Frawardin, đó là sinh nhật của Zoroaster và tương ứng với 1 Frawardin trong lịch cũ. Mới 1 Frawardin đã được quan sát là "ít" Tết Ba . Hormizd tôi (AD 272-273) đã can thiệp vào ngày lễ hội là tốt. Trong AD 273 là xuân phân ở Greenwich rơi tại 5:00 vào ngày 21 tháng Ba.
Yazdegerd tôi trị vì từ AD 399-420. Trong AD 400 điểm phân giảm khoảng 19 tháng ba, mà là 9 Aban. Theo al-Biruni, trong triều đại rằng có một sự điều chỉnh tăng gấp đôi sự bắt đầu của araji năm. Các nhà thiên văn học thế kỷ thứ mười Abu'l-Asan Kusyar lưu ý rằng trong thời cai trị của Osrow II (AD 589-628) mặt trời vào Bạch Dương trong Adur. Điều này xảy ra trong suốt triều đại của ông. Một araji thời đại đã được giới thiệu hẹn hò từ năm 621, và các ngày kỷ nguyên Yazdegerdi từ 16 tháng 6 AD 632, vì vậy thời đại Yazdegerdi là mười một năm sau araji .

### Chinh phục Hồi giáo
Các nhà lãnh đạo Hồi giáo chiếm từ giữa thế kỷ thứ bảy đã sử dụng lịch Hồi giáo đối với chính quyền, gây khó khăn vì năm là ngắn hơn - tức là một loại thuế mà trước đây đã được thu thập sau khi thu hoạch hiện nay sẽ phải được nộp trước khi thu hoạch. Theo truyền thống, khalip Omar giới thiệu lại lịch Ba Tư cho mục đích thu thuế.
Trong AD 895 có một người khác điều chỉnh đôi của sự bắt đầu của araji năm. Nó di chuyển từ 1 Frawardin (ngày 12 tháng 4) đến 1 Khordad (11 tháng 6). By AD 1006 của xuân phân, 15 tháng 3, một lần nữa lại trùng với Tết Ba , 1 Frawardin. Trong năm đó, do đó, các epagemonai bị trì hoãn bốn tháng, di chuyển từ cuối Aban đến vị trí cũ của họ vào cuối Spandarmad. Đây là lịch cho AD 1006/7:
| Armenia tháng | Ngày đầu tiên  | Cũ Ai Cập tháng | Ngày đầu tiên           | Persian tháng | Ngày đầu tiên     |
| ------------- | -------------- | --------------- | ----------------------- | ------------- | ----------------- |
| 1             | 15 * -20 tháng | 4               | 15 tháng 3              | 1             | 10 * -15 tháng    |
| 2             | 19 Tháng 4     | 5               | 14 tháng 4              | 2             | 14 tháng 4        |
| 3             | Tháng năm 19   | 6               | 14 tháng năm            | 3             | 14 tháng năm      |
| 4             | 18 tháng 6     | 7               | ngày 13 tháng 6         | 4             | ngày 13 tháng 6   |
| 5             | 18 tháng 7     | số 8            | 13 tháng 7              | 5             | 13 tháng 7        |
| 6             | 17 tháng 8     | 9               | 12 tháng 8              | 6             | 12 tháng 8        |
| 7             | 16 tháng 9     | 10              | 11 tháng 9              | 7             | 11 tháng 9        |
| số 8          | 16 tháng 10    | 11              | 11 tháng 10             | số 8          | 11 tháng 10       |
| 9             | 15 tháng 11    | 12              | 10 tháng 11             | 9             | 10 tháng 11       |
| 10            | 15 tháng 12    | 1               | 10 * -15 tháng mười hai | 10            | 10 Tháng Mười Hai |
| 11            | 14 tháng 1     | 2               | 14 tháng 1              | 11            | 09 tháng 1        |
| 12            | 13 tháng 2     | 3               | 13 tháng 2              | 12            | 08 Tháng Hai      |

Các gahanbar đã không di chuyển khá đến những nơi cũ của họ, bởi vì thứ năm chuyển đến 20 ngày, đó là tuổi 15 ngày, do đó làm tăng khoảng cách giữa thứ tư và thứ năm đến tám mươi ngày và giảm khoảng cách giữa các năm và thứ sáu đến 75 ngày. Những ngày mới là:
| Không. | Tên              | Ngày                     | Thời gian kể từ trước |
| ------ | ---------------- | ------------------------ | --------------------- |
| 1      | maidyozarem      | (11) 15 ii (Ardawahisht) | 45 ngày               |
| 2      | maidyoshahem     | (11) 15 iv (Tir)         | 60 ngày               |
| 3      | paitishahem      | (26-) 30 vi (Shahrivar)  | 75 ngày               |
| 4      | ayathrem         | (26-) 30 vii (Mihr)      | 30 ngày               |
| 5      | maidyarem        | (16) 20 x (ngày)         | 80 ngày               |
| 6      | hamaspathmaidyem | (1-) 5 Epagomene         | 75 ngày               |

### Thời trung cổ: Lịch Jalali
Từ ngày 15 tháng 3 AD 1079, khi lịch đã trượt thêm mười tám ngày, araji lịch đã được cải cách bằng cách lặp lại mười tám ngày đầu tiên của Frawardin. Như vậy 14 tháng 3 là 18 Frawardin qadimi (cũ) hoặc Farsi và 15 tháng 3 là 1 Frawardin Jalali hoặc Maleki . Lịch mới này đã được tính toán thiên văn học nên không cóepagemonai - những tháng bắt đầu khi mặt trời vào một dấu hiệu mới của các cung hoàng đạo.
Khoảng 120 năm sau khi cải cách của AD 1006, khi xuân phân đã bắt đầu rơi vào Ardawahisht, Zoroastrians làm nó một lần nữa trùng với Tết Ba bằng cách thêm một Spandarmad thứ hai. Đây Shensai lịch là một tháng sau qadimi vẫn được sử dụng ở Ba Tư, được sử dụng bởi các Zoroastrians ở Ấn Độ, Parsees. Ngày 06 tháng 6 năm 1745 (Old Style) một số Parsees lại thông qua qadimi lịch, và năm 1906 một số thông qua Fasli lịch trong đó có 1 Frawardin được đánh đồng với 21 tháng 3, để có một ngày thứ sáu epagomenal mỗi bốn năm. Trong năm 1911 Jalali đã trở thành lịch quốc gia chính thức của Ba Tư. Năm 1925 lịch này đã được đơn giản hóa và tên của các tháng đã được hiện đại hóa. 1 Farvardin là ngày mà bắt đầu lúc nửa đêm là gần nhất để ngay lập tức của xuân phân. Sáu tháng đầu năm có 31 ngày, tiếp theo năm giờ ba mươi, và thứ mười hai có 29 ngày và 30 trong năm nhuận. Một số Zoroastrians ở Ba Tư hiện nay sử dụng lịch Fasli, đã bắt đầu thay đổi để nó vào năm 1930.

### Lịch hiện đại: năng lượng mặt trời Hijri (SH)
Thư từ của năng lượng mặt trời Hijri và lịch Gregorian (Solar Hijri nhuận năm được đánh dấu *) 
| 33 năm chu kỳ | năm Hijri năng lượng mặt trời | năm dương lịch                                      | năm Hijri | năm dương lịch                                      |
| ------------- | ----------------------------- | --------------------------------------------------- | --------- | --------------------------------------------------- |
| 1             | 1354 *                        | 21 tháng 3 năm 1975 - ngày 20 tháng 3 năm 1976      | 1387 *    | 20 Tháng Ba năm 2008 - 20 tháng 3 năm 2009          |
| 2             | 1355                          | Ngày 21 tháng 3 năm 1976 - ngày 20 tháng 3 năm 1977 | 1388      | 21 tháng 3 năm 2009 - 20 tháng 3 năm 2010           |
| 3             | 1356                          | 21 tháng 3 năm 1977 - ngày 20 tháng 3 năm 1978      | 1389      | 21 tháng 3 năm 2010 - 20 tháng 3 năm 2011           |
| 4             | 1357                          | 21 Tháng Ba 1978 - 20 Tháng ba 1979                 | 1390      | 21 Tháng 3 năm 2011 - 19 tháng ba 2012              |
| 5             | 1358 *                        | 21 Tháng 3 năm 1979 - ngày 20 tháng 3 năm 1980      | 1391 *    | 20 tháng 3 năm 2012 - 20 tháng 3 năm 2013           |
| 6             | 1359                          | Ngày 21 tháng 3 năm 1980 - ngày 20 tháng 3 năm 1981 | 1392      | 21 tháng 3 năm 2013 - ngày 20 tháng 3 năm 2014      |
| 7             | 1360                          | 21 tháng 3 năm 1981 - 20 tháng 3 năm 1982           | 1393      | Ngày 21 tháng 3 năm 2014 - 20 tháng 3 năm 2015      |
| số 8          | 1361                          | Tháng 3 21, 1982 - ngày 20 tháng 3 năm 1983         | 1394      | Ngày 21 tháng 3 năm 2015 - ngày 19 Tháng ba 2016    |
| 9             | 1362 *                        | 21 tháng 3 năm 1983 - 20 tháng 3 năm 1984           | 1395 *    | 20 Tháng Ba 2016 - ngày 20 tháng 3 năm 2017         |
| 10            | 1363                          | 21 Tháng Ba 1984 - 20 tháng 3 năm 1985              | 1396      | 21 tháng 3 năm 2017 - 20 tháng 3 năm 2018           |
| 11            | 1364                          | 21 tháng 3 năm 1985 - 20 tháng 3 năm 1986           | 1397      | 21 Tháng Ba 2018 - ngày 20 tháng 3 năm 2019         |
| 12            | 1365                          | 21 Tháng Ba năm 1986 - ngày 20 tháng 3 năm 1987     | 1398      | 21 tháng 3 năm 2019 - ngày 19 tháng 3 năm 2020      |
| 13            | 1366 *                        | 21 Tháng 3 năm 1987 - 20 tháng 3 năm 1988           | 1399 *    | Ngày 20 tháng 3 năm 2020 - 20 tháng 3 năm 2021      |
| 14            | 1367                          | 21 tháng 3 năm 1988 - 20 tháng 3 năm 1989           | 1400      | Tháng Ba 21, 2021 - 20 tháng 3 năm 2022             |
| 15            | 1368                          | 21 Tháng 3 năm 1989 - ngày 20 tháng 3 năm 1990      | 1401      | 21 tháng 3 năm 2022 - 20 tháng 3 năm 2023           |
| 16            | 1369                          | 21 tháng 3 năm 1990 - ngày 20 tháng 3 năm 1991      | 1402      | 21 Tháng 3 năm 2023 - 19 tháng 3 năm 2024           |
| 17            | 1370 *                        | 21 tháng 3 năm 1991 - 20 tháng 3 năm 1992           | 1403 *    | 20 tháng 3 năm 2024 - 20 tháng 3 năm 2025           |
| 18            | 1371                          | Tháng 3 21, 1992 - 20 tháng 3 năm 1993              | 1404      | 21 tháng 3 năm 2025 - 20 tháng 3 năm 2026           |
| 19            | 1372                          | 21 tháng 3 năm 1993 - ngày 20 tháng 3 năm 1994      | 1405      | Ngày 21 tháng 3 năm 2026 - 20 tháng 3 năm 2027      |
| 20            | 1373                          | 21 Tháng Ba 1994 - ngày 20 tháng 3 năm 1995         | 1406      | Tháng Ba 21, 2027 - 19 tháng 3 năm 2028             |
| 21            | 1374                          | Tháng Ba 21, 1995 - 19 tháng 3 năm 1996             | 1407      | 20 Tháng Ba năm 2028 - ngày 19 tháng 3 năm 2029     |
| 22            | 1375 *                        | Ngày 20 tháng 3 năm 1996 - ngày 20 tháng 3 năm 1997 | 1408 *    | 20 tháng 3 năm 2029 - 20 tháng 3 năm 2030           |
| 23            | 1376                          | 21 Tháng 3 năm 1997 - 20 tháng 3 năm 1998           | 1409      | 21 tháng 3 năm 2030 - ngày 20 tháng 3 năm 2031      |
| 24            | 1377                          | Ngày 21 tháng 3 năm 1998 - 20 tháng 3 năm 1999      | 1410      | 21 tháng 3 năm 2031 - ngày 19 tháng 3 năm 2032      |
| 25            | 1378                          | Tháng Ba 21, 1999 - 19 tháng 3 năm 2000             | 1411      | 20 tháng 3 năm 2032 - ngày 19 tháng 3 năm 2033      |
| 26            | 1379 *                        | 20 Tháng 3 năm 2000 - 20 tháng 3 năm 2001           | 1412 *    | 20 Tháng 3 năm 2033 - ngày 20 tháng 3 năm 2034      |
| 27            | 1380                          | 21 Tháng Ba 2001 - ngày 20 tháng 3 năm 2002         | 1413      | 21 tháng 3 năm 2034 - ngày 20 tháng 3 năm 2035      |
| 28            | 1381                          | 21 Tháng Ba 2002 - ngày 20 tháng 3 năm 2003         | 1414      | Ngày 21 tháng 3 năm 2035 - 19 tháng 3 năm 2036      |
| 29            | 1382                          | Tháng Ba 21, 2003 - ngày 19 tháng 3 năm 2004        | 1415      | 20 tháng 3 năm 2036 - ngày 19 tháng 3 năm 2037      |
| 30            | 1383 *                        | Ngày 20 tháng 3 năm 2004 - ngày 20 tháng 3 năm 2005 | 1416 *    | Ngày 20 tháng 3 năm 2037 - ngày 20 tháng 3 năm 2038 |
| 31            | 1384                          | 21 tháng 3 năm 2005 - ngày 20 tháng 3 năm 2006      | 1417      | 21 Tháng 3 năm 2038 - 20 tháng 3 năm 2039           |
| 32            | 1385                          | Ngày 21 tháng 3 năm 2006 - 20 tháng 3 năm 2007      | 1418      | Tháng 3 21, 2039 - 19 tháng 3 năm 2040              |
| 33            | 1386                          | Tháng Ba 21, 2007 - 19 tháng 3 năm 2008             | 1419      | 20 tháng 3 năm 2040 - 19 Tháng 3 2041               |